# Französischsprachige Wikipedia

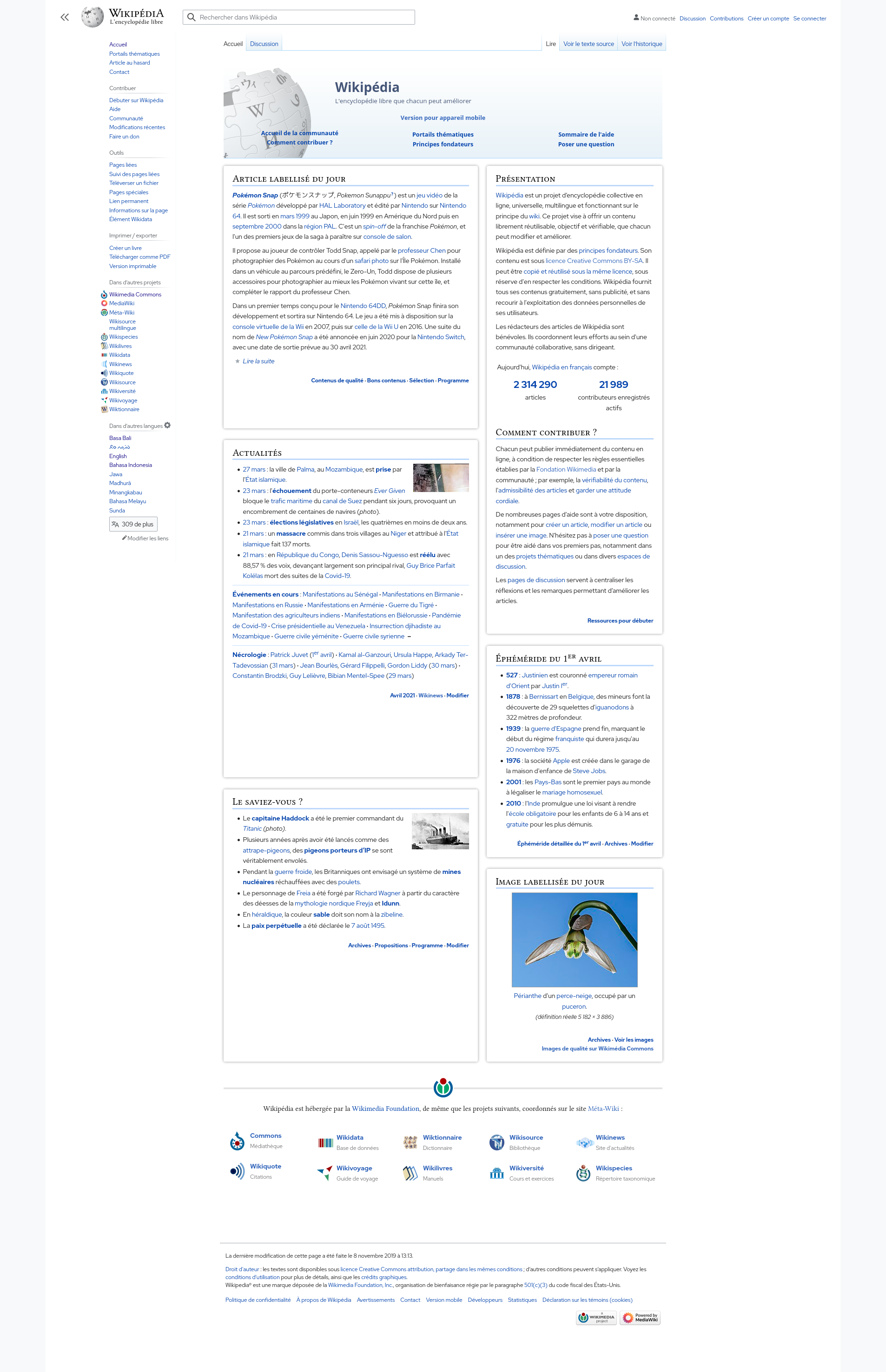
Hauptseite der französischsprachigen Wikipedia

Die französische Wikipedia (Wikipédia francophone, Wikipédia en français) ist die französischsprachige Ausgabe der freien Online-Enzyklopädie Wikipedia.
Sie wurde am 23. März 2001 gegründet und gilt nach der englischen und der deutschen Sprachversion sowie der durch Bot-Unterstützung rasant gewachsenen schwedischen sowie cebuanosprachigen als die fünftgrößte Wikipedia gemessen an der Artikelanzahl. Gemessen an der Anzahl der Bearbeitungen ist sie nach der englischsprachigen und deutschsprachigen Wikipedia die drittgrößte Sprachversion und gemessen an der Anzahl aktiver Bearbeiter nach der englischsprachigen die zweitgrößte.
Innerhalb der romanischen Sprachenfamilie ist die französische Wikipedia-Sprachversion mit über 2,5 Millionen Artikeln vor der italienischen und spanischen die nach Artikelzahl größte Wikipedia-Sprachversion.

## Meilensteine

Entwicklung der Artikelanzahl

Am 21. September 2010 um 6:54 Uhr erschien mit einem Beitrag über den schweizerisch-kanadischen OMI-Priester Louis Babel (1826–1912) nominell der einmillionste Artikel.
Am 8. Juli 2018 wurde der zweimillionste Artikel angelegt.

## Benutzer und Administratoren
Ende September 2020 zählt die französische Wikipedia-Sprachversion rund 3,9 Millionen Benutzerkonten und 156 Administratoren.
| Benutzerkonten | aktive Benutzer | Admins | Artikel   |
| -------------- | --------------- | ------ | --------- |
| 4.443.484      | 16.332          | 158    | 2.445.285 |

## Wikimedia
In Frankreich gibt es die Wikimédia France als „lokales Chapter“ der Wikimedia-Bewegung, gegründet am 23. Oktober 2004 in Paris. Die heutige Satzung ist vom 27. Januar 2011. Vorsitzender war von 2012 bis 2014 Rémi Mathis.
Außerdem gibt es ein Chapter in zwei teilweise französischsprachigen Ländern, in der Schweiz (Wikimedia CH) und in Kanada (Wikimedia Canada).

## Rechtliche Auseinandersetzungen
Der Artikel über die Militärische Funkstation Pierre-sur-Haute führte im März/April 2013 zu einer Auseinandersetzung mit dem französischen Inlandsgeheimdienst. Dieser hatte versucht, den Artikel zunächst über die Wikimedia Foundation löschen zu lassen, und, nachdem diese der Aufforderung nicht nachgekommen war, einen der ehrenamtlich tätigen Administratoren der Wikipedia unter Androhung einer Strafanzeige zum Löschen des Artikels aufgefordert. Nachdem dieser der Löschung nachgekommen war, wurde der Artikel von einem nicht in Frankreich wohnhaften Administrator wiederhergestellt. In der Folge erfuhr der Artikel entsprechend dem Streisand-Effekt eine besondere Aufmerksamkeit.

## Herkunft der Beiträge

Länder, in denen die französischsprachige Wikipedia die vorrangig genutzte ist

Obwohl eine Mehrzahl der Beiträge von Einwohnern Frankreichs geschrieben wird, erhebt die französische Wikipedia genauso den Anspruch auf Internationalität wie die englische. In diesem Sinne versteht sich die französische Wikipedia auch als eine Institution der Frankophonie. So wird eine große Anzahl der Beiträge von Kanadiern, Belgiern, Schweizern, Marokkanern und Staatsbürgern aus dem restlichen frankophonen Afrika geschrieben.